# Psilanteris uttaranchalensis
Psilanteris uttaranchalensis är en stekelart som beskrevs av Durgadas Mukerjee 1994. Psilanteris uttaranchalensis ingår i släktet Psilanteris och familjen Scelionidae. Inga underarter finns listade i Catalogue of Life.